# Tony McQuay
Tony McQuay (ur. 16 kwietnia 1990 w West Palm Beach) – amerykański lekkoatleta, sprinter, wicemistrz świata w biegu na 400 metrów.
W 2012 zdobył srebrny medal igrzysk olimpijskich w biegu rozstawnym 4 × 400 metrów. W 2016 został mistrzem olimpijskim w tej konkurencji.
Podczas mistrzostw świata 2013 wywalczył srebrny medal w biegu na 400 metrów oraz złoty w sztafecie 4 × 400 metrów. Złoty medalista IAAF World Relays 2014 i IAAF World Relays 2017. Na kolejnych mistrzostwach świata w Pekinie powtórzył wyczyn, z tym że wygrał jedynie sztafetę.
Mistrz Stanów Zjednoczonych w biegu na 400 metrów (2011). Medalista mistrzostw NCAA.

## Rekordy życiowe
- Bieg na 200 metrów – 20,60 (2012)
- Bieg na 200 metrów (hala) – 20,61 (2011)
- Bieg na 400 metrów – 44,24 (2016)
- Bieg na 400 metrów (hala) – 45,21 (2011)